# Shtreimel
Questa voce esamina brevemente il copricapo ebraico shtreimel. Per un approfondimento storico e informativo del copricapo ebraico come oggetto liturgico e tradizionale, vedi Kippah.

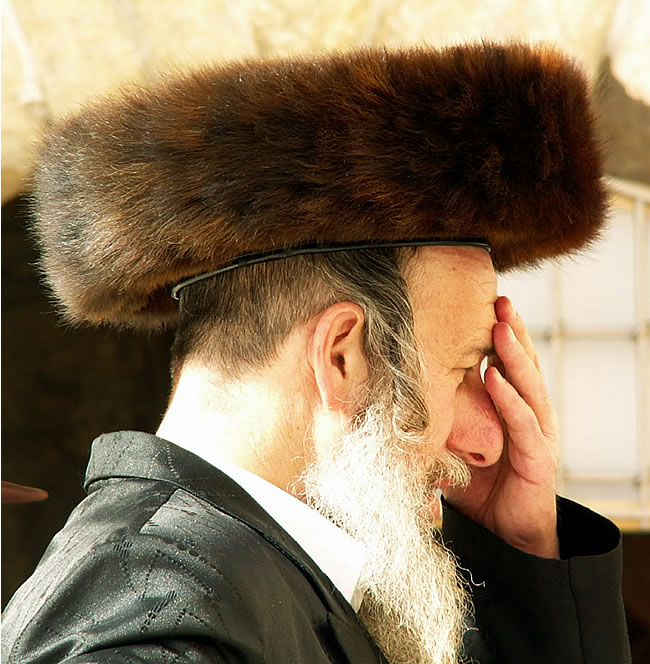
Ebreo chassidico con uno shtreimel (copricapo di pelo), che prega al Kotel, Muro Occidentale di Gerusalemme.

Lo shtreimel (Yiddish: שטרײַמל, pl. שטרײַמלעך shtreimlech) è un cappello di pelo indossato da molti ebrei haredi coniugati, specialmente (ma non esclusivamente) membri di gruppi chassidici, nel giorno dello Shabbat e altre Feste ebraiche. A Gerusalemme, lo shtreimel è inoltre indossato da ebrei 'Yerushalmi' (non-chassidici, che appartengono alla comunità originale Ashkenazi di Gerusalemme, nota anche come Perushim). Lo shtreimel usualmente viene indossato solo dopo il matrimonio, eccetto che per molte comunità Yerushalmi, dove i ragazzi lo indossano a partire dal proprio bar mitzvah.

## Tipi e usanze

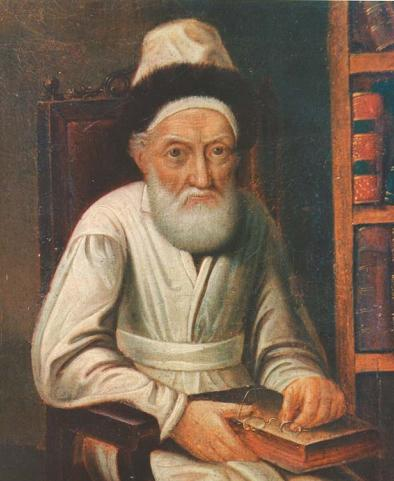
Ritratto di Menachem Mendel Schneersohn, Rebbe Chabad, che indossa il suo particolare shtreimel.

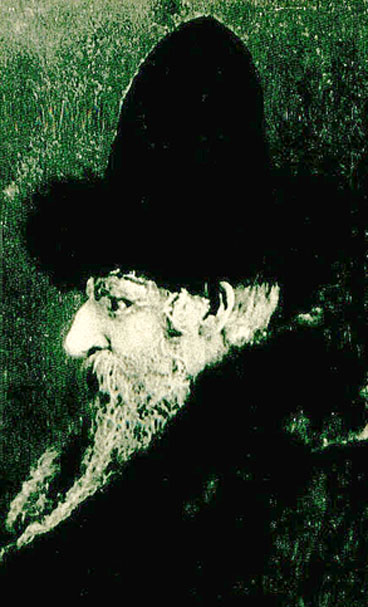
Ritratto di Rabbi David Moses Friedman che indossa il suo shtreimel dinastico.

Lo shtreimel più popolare è quello indossato dai chassidim della Galizia (Europa Centrale), Romania e Ungheria, ed era indossato anche dagli ebrei lituani fino al XX secolo. Comprende un pezzo circolare di velluto nero, avvolto da pelliccia. Lo shtreimel di Rabbi Menachem Mendel Schneersohn (lo Tzemach Tzedek) era di velluto bianco. I chassidim originari del Regno del Congresso (Polonia) indossano uno shtreimel alto (spesso chiamato spodik).
Lo shtreimel si indossa insieme agli altri articoli di vestiario propri dello Shabbat, e non viene mai messo coi vestiti della settimana lavorativa. Sebbene non ci siano regole ufficiali su quando si debba indossare lo shtreimel, i seguenti sono i giorni principali:
- Shabbat;
- festività, inclusi Rosh haShana, Yom Kippur, Sukkot, Simchat Torah, Shemini Atzeret, Purim, Pesach, Shavuot;
- Giorni infrasettimanali (Chol HaMoed) di Pesach e Sukkot;
- le sere successive alla fine delle succitate festività;
- ai matrimoni, propri o di parenti o di membri della famiglia del Rebbe;
- durante i sette giorni seguenti il proprio matrimonio, o il matrimonio di un parente stretto (sheva brachot);
- ad una brit milah (circoncisione).